# Leptobarbus hoevenii
Leptobarbus hoevenii är en fiskart som först beskrevs av Bleeker, 1851.  Leptobarbus hoevenii ingår i släktet Leptobarbus och familjen karpfiskar. Inga underarter finns listade i Catalogue of Life.